# Aswan
Aswan (Assoean, in het Oudgrieks Συήνη, Syene) is een stad (1.500.000 inwoners) in het Aswan gouvernement in het zuiden van Egypte op de oostelijke oever van de Nijl bij de eerste Cataract. Het ligt op de Kreeftskeerkring, wat betekent dat tijdens de zomerzonnewende de zon hier loodrecht boven de aarde staat. (Zie ook: Eratosthenes voor berekening van de omtrek van de aarde).
De naam Aswan is afgeleid van het Oudegyptische woord Swenet dat 'handel' betekende. Langs de Nijl ligt een lange promenade.
In de Bijbel wordt Aswan ofwel Syene genoemd in Ezechiël 29:10 en in Ezechiël 30:6.

## Bezienswaardigheden omgeving
Oostelijke oever
- Onvoltooide obelisk in Zuid-Aswan. De omgeving van Aswan was een steengroeve voor graniet.
- Nubisch Museum. Toont het leven in Nubië, het gebied tussen Aswan en Soedan

Eilanden naast Aswan
- Elephantine. Restanten van een tempel van Chnoem en een Nilometer.
- Kitchener-eiland. Hier heeft Lord Kitchener een mooie botanische tuin aangelegd.

Westelijke oever
- Rotsgraven Oude Rijk, Mausoleum van Aga Khan III (48e Imam), en het Klooster van St. Simeon dat door Saladin werd verwoest.

Ten zuiden
- Aswandam. Er zijn twee dammen. De eerste werd in 1902 gebouwd en de tweede (zuidelijker) in de jaren zestig van de twintigste eeuw.
- Eiland Philae (ligt tussen de eerste dam en de Hoge dam). Diverse bouwwerken: Tempels, paviljoen, mammisi en een nilometer.
- Nieuw Kalabsha. Op dit eilandje 1 km ten zuiden van de Hoge dam is vanwege Nassermeer een tempel, die eerst veel zuidelijker lag, herbouwd.
- Aboe Simbel. Ligt 280 km ten zuiden van Aswan. Vroeg in de ochtend vertrekken er een aantal vluchten vanuit Aswan.
- De Hongersnoodstele op het eiland Sehel, dat tussen de eilanden Philae en Elephantine ligt.

## Galerij bezienswaardigheden omgeving

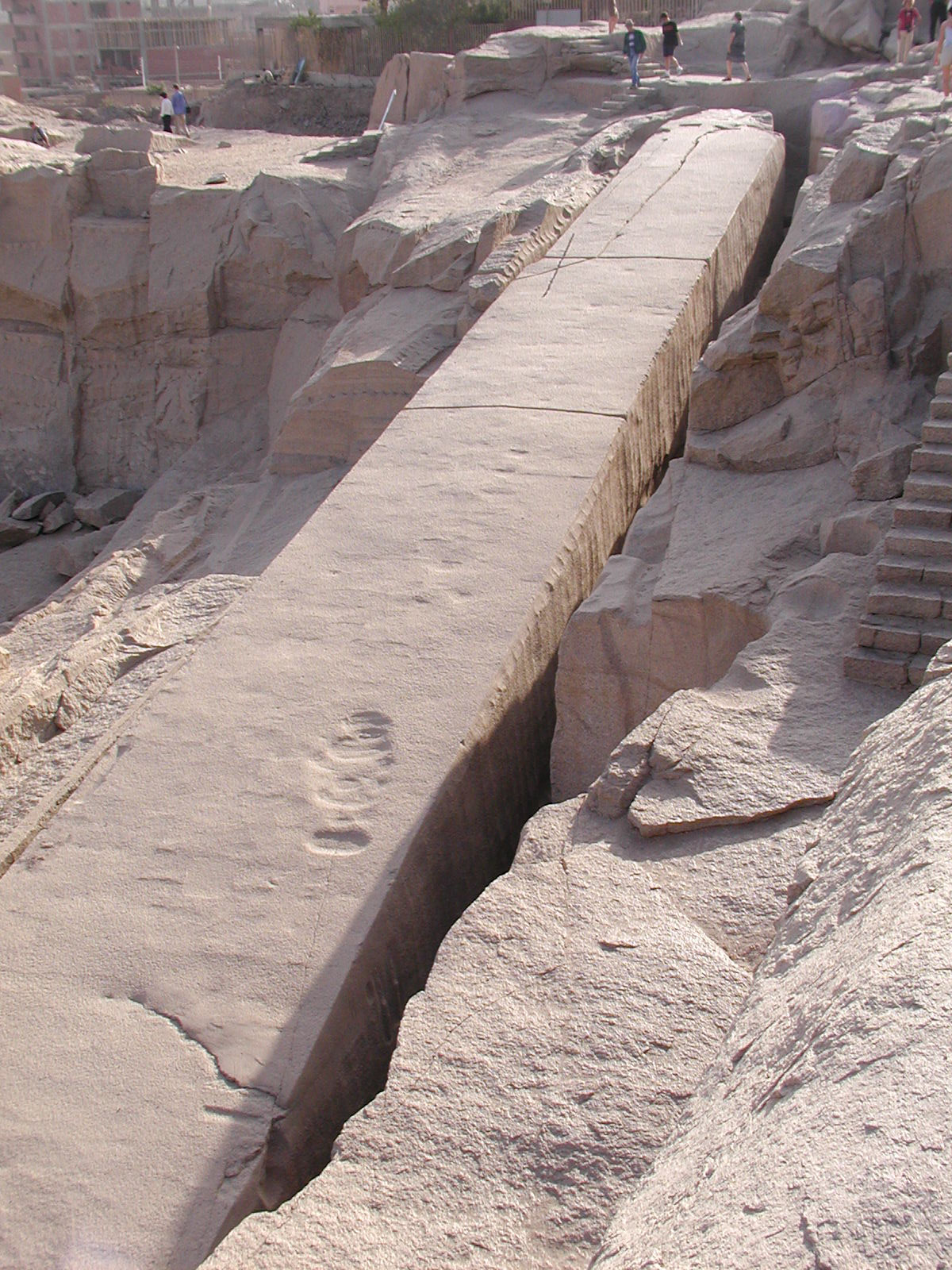
Onvoltooide Obelisk
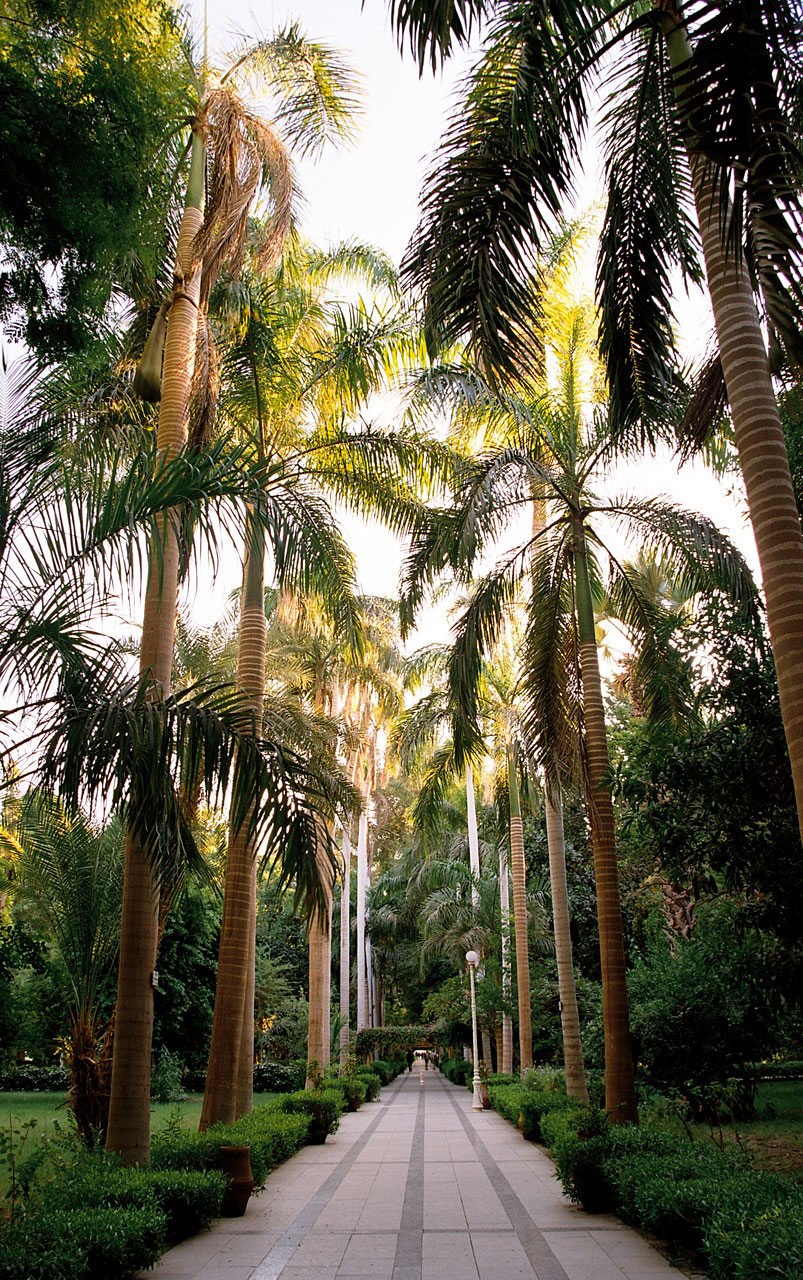
Kitchener-eiland
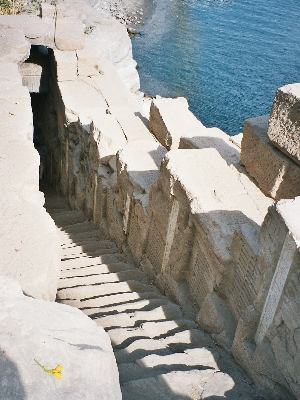
Nilometer op Elephantine
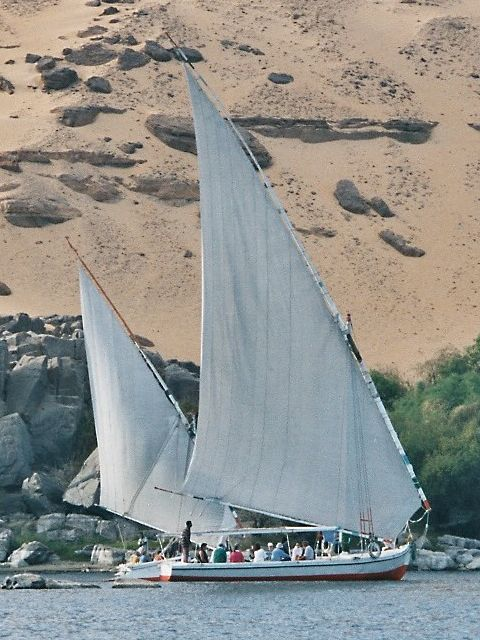
Feloeka's

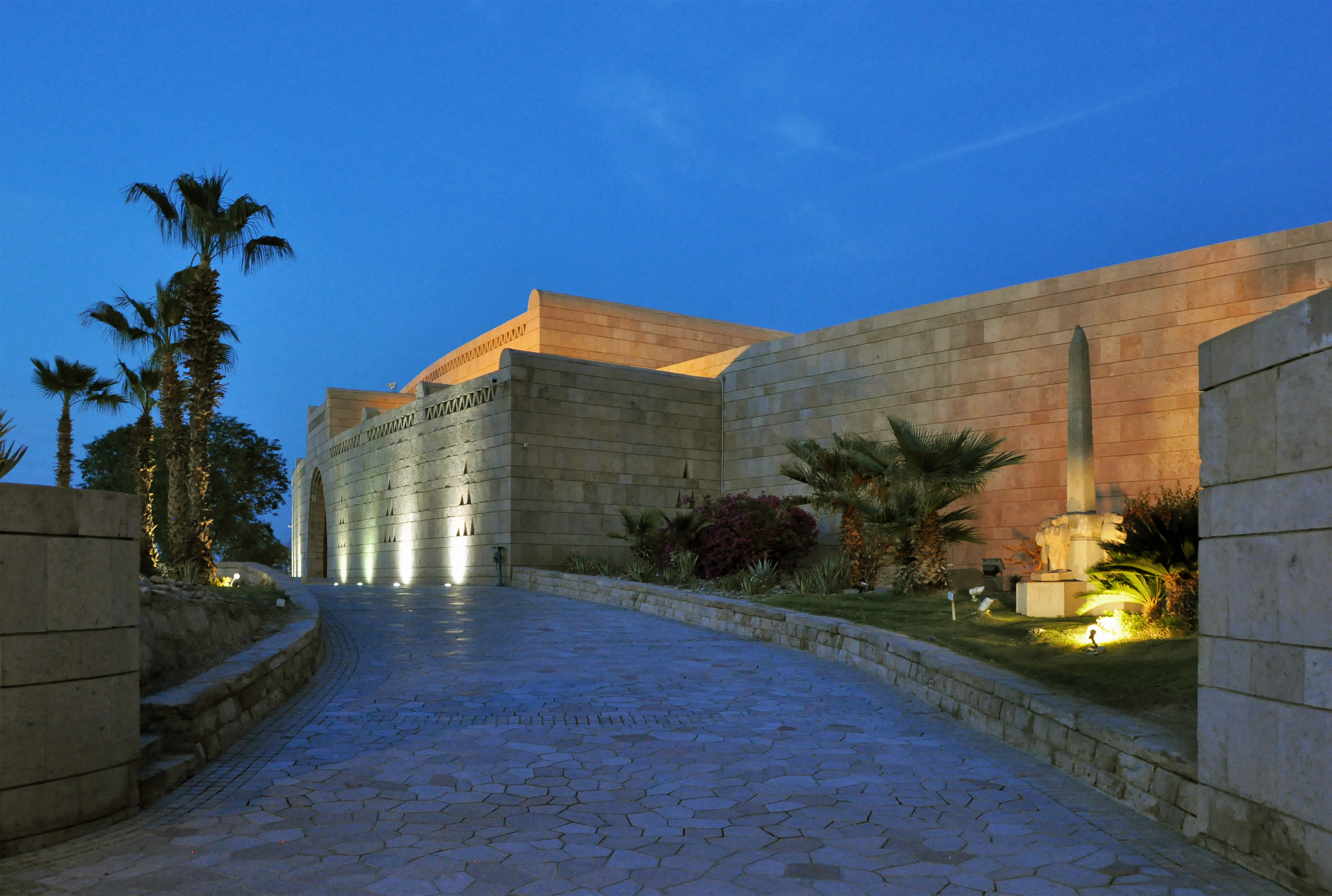
Nubisch Museum

## Geboren
- Mahmoud Abdel Razek Fadlallah, "Shikabala" (1986), voetballer